# Bisdom Toledo (Verenigde Staten)
Het bisdom Toledo (Latijn: Dioecesis Toletana in America) is een rooms-katholiek bisdom met als zetel Toledo, in de Amerikaanse staat Ohio. Het bisdom is suffragaan aan het aartsbisdom Cincinnati. 

## Geschiedenis
Het bisdom werd opgericht op 15 april 1910, uit delen van het bisdom Cleveland. 

## Parochies
Het bisdom had in 2022 een oppervlakte van 21.290 km2 en telde 1.461.100 inwoners waarvan 22,8% rooms-katholiek was.

## Bisschoppen
- Joseph Schrembs (11 augustus 1911 - 16 juni 1921)
- Samuel Alphonsus Stritch (10 augustus 1921 - 26 augustus 1930)
- Karl Joseph Alter (17 april 1931 - 14 juni 1950)
- George John Rehring (18 juli 1950 - 25 februari 1967)
- John Anthony Donovan (25 februari 1967 - 29 juli 1980)
  - Albert Henry Ottenweller (hulpbisschop: 17 april 1974 - 27 september 1977)
- James Robert Hoffman (16 december 1980 - 8 februari 2003; hulpbisschop sinds 18 april 1978)
  - Robert William Donnelly (hulpbisschop: 14 maart 1984 - 30 mei 2006)
- Leonard Paul Blair (7 oktober 2003 - 29 oktober 2013)
- Daniel Edward Thomas (26 augustus 2014 - heden)

## Galerij van afbeeldingen

Wapen van het bisdom
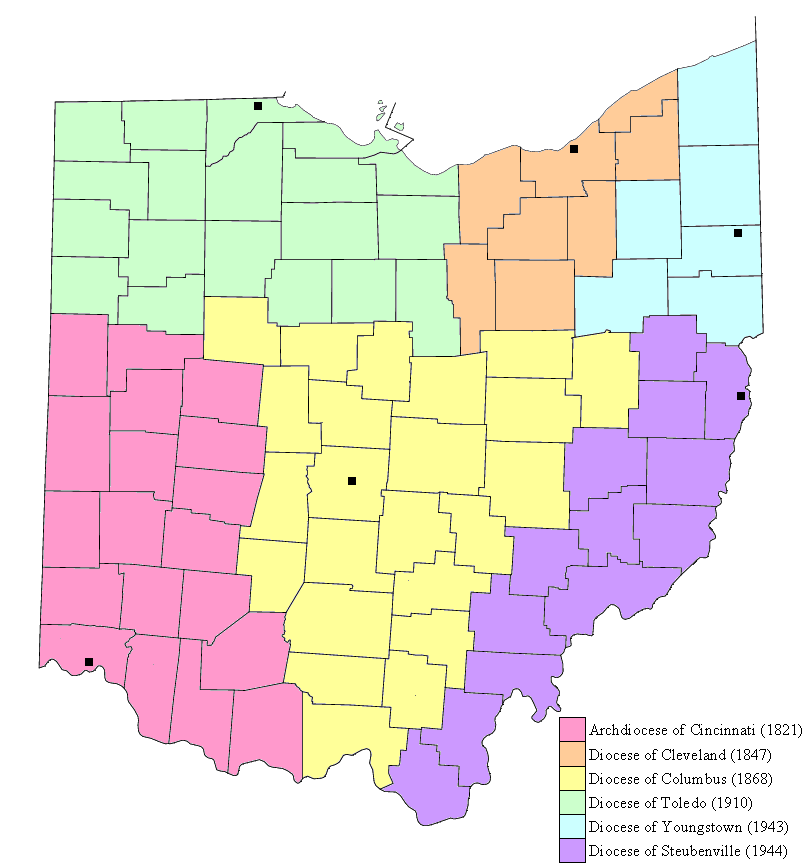
Kerkprovincie met aartsbisdom en suffragane bisdommen
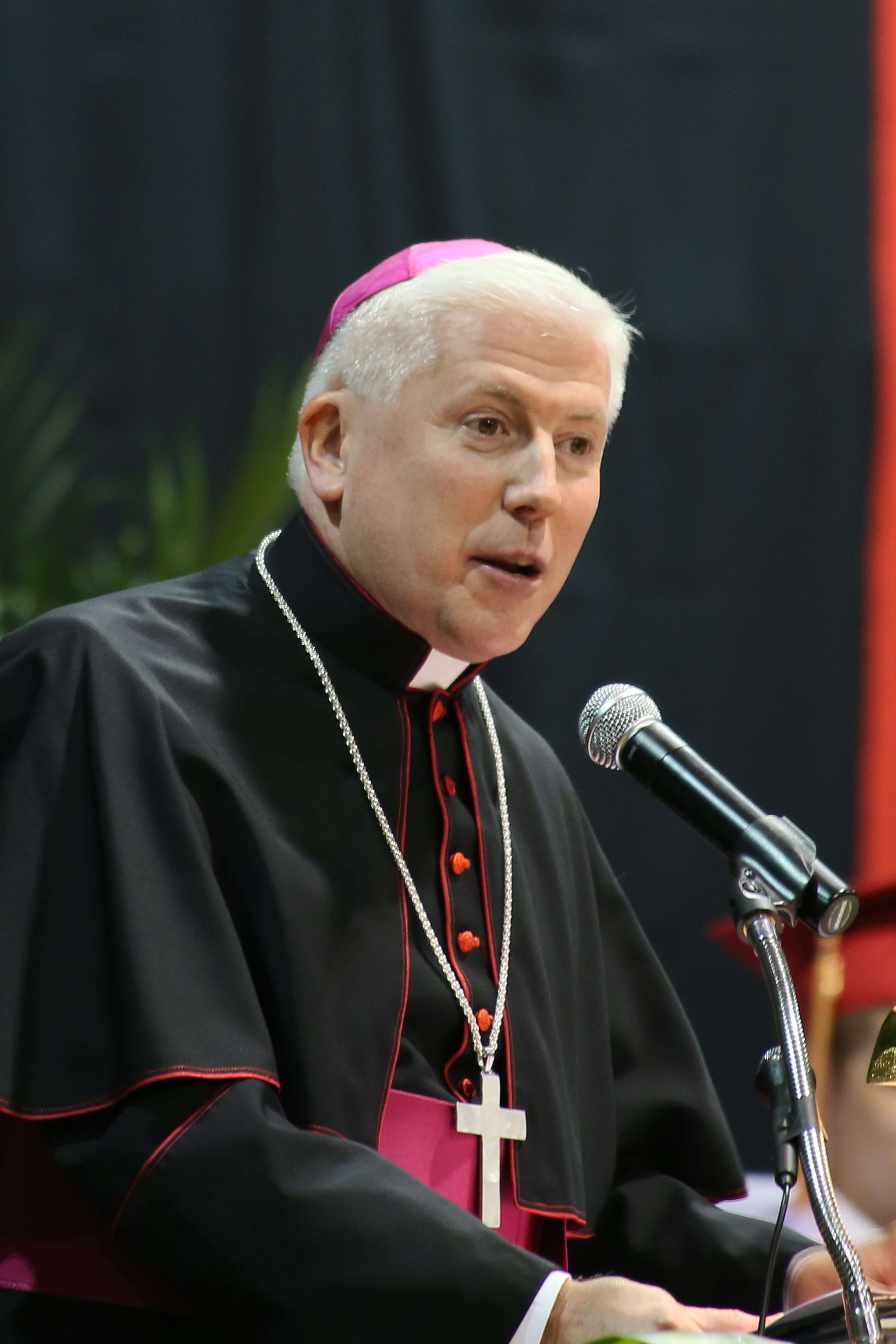
Bisschop Daniel Edward Thomas (2014-heden)

Cincinnati (aartsbisdom) · Cleveland · Columbus · Steubenville · Toledo · Youngstown